# Economia internazionale
L'economia internazionale è quella branca della scienza economica che ha come oggetto di studio i rapporti economici tra paesi diversi, nonché i modelli analitici che permettono di interpretarli. L'economia internazionale può essere analizzata sotto diversi punti di vista, tuttavia la letteratura accademica sembra essersi concentrata in modo rilevante sui seguenti aspetti:
- teorie del commercio internazionale;
- finanza internazionale;
- problemi e temi connessi al processo di integrazione dei mercati (globalizzazione).

L'economia internazionale si serve degli usuali strumenti dell'analisi economica: di quelli microeconomici per lo studio delle economie dei singoli paesi e di quelli macroeconomici per lo studio dei valori aggregati.

## Teorie del commercio internazionale

### La teoria classica
Le teorie cosiddette "classiche" del commercio internazionale sono quella di Adam Smith, detta dei vantaggi assoluti, e quella David Ricardo, detta anche dei vantaggi comparati.
L'ipotesi di base di entrambe le teorie è che due paesi analizzati presentino un diverso livello tecnologico e, quindi, differenti produttività del lavoro.

#### Teoria dei vantaggi assoluti
Smith ipotizza che due paesi, ad esempio "H" ed "F", abbiano una differente produttività del lavoro; in particolare che "H" sia più efficiente nella produzione del bene Y e "F" lo sia rispetto al bene X. Se ipotizziamo che j sia la produttività del lavoro (dove per produttività si intende la quantità prodotta da un singolo lavoratore) per il bene Y e k quella del bene X avremo:
| BENI | H      | F      |
| Y    | j = 30 | j = 20 |
| X    | k = 20 | k = 30 |

Si nota come risulti conveniente per il paese "H" specializzarsi nella produzione di Y dove risulta più efficiente rispetto al paese "F". A quest'ultimo invece conviene specializzarsi nella produzione di X nella quale, viceversa, è più efficiente.
Per capire quali siano i benefici per l'economia mondiale di una specializzazione dei paesi che rispetti l'efficienza relativa ipotizziamo ora che in "H" i lavoratori del settore X si spostino tutti nel settore Y (il paese, dunque, dismette la produzione del bene X per specializzarsi in Y). "F", analogamente, despecializza Y per specializzarsi in X. Avremo in tal caso:
| BENI | H       | F       | Totale |
| Y    | j = +30 | j = -20 | +10    |
| X    | k = -20 | k = +30 | +10    |

Tale tabella evidenzia il fatto che un lavoratore che si sposti dalla produzione del bene X a quella del bene Y nel paese "H" provoca una riduzione di 20 unità nel settore X (è evidente perché se prima produceva 20, ora non le produce più perché lavora in un altro settore) e un aumento di 30 unità nel settore Y. Lo stesso accade nel paese "F": l'economia mondiale ha tratto benefici da tale specializzazione; in particolare ora è possibile produrre +10 unità del bene Y e +10 unità del bene X rispetto a quanto fosse in precedenza possibile.

#### Teoria dei vantaggi comparati
Nella teoria di Ricardo si suppone invece che esista un paese più efficiente di un altro in tutti i settori considerati ma che vi sia inoltre, tra i due paesi, una differenza anche per quanto riguarda il costo del lavoro. Si prendano, ad esempio, due paesi "A" ed "E" dove risulti, in merito alla produttività dei beni X ed Y, la seguente situazione:
| BENI | A      | E     |
| Y    | j = 30 | j = 5 |
| X    | k = 20 | k = 5 |

Se, però, il salario di un lavoratore di "A" è 1/5 di quello di un lavoratore in "E" allora al paese "A" converrà specializzarsi nella produzione di X e al paese "E" nella produzione di Y e ciò nonostante "A" non abbia nessun vantaggio assoluto rispetto ad "E" ma solo un vantaggio comparato: infatti, con la medesima spesa totale, posso far lavorare un singolo lavoratore in "E" o cinque di "A". Nella produzione di X il paese "E" produrrebbe quindi 20 unità (un singolo lavoratore con produttività pari a 20) del bene mentre "A" 25 (5 lavoratori con produttività pari a 5 unità del bene).
La tabella seguente - che ipotizza lo spostamento dei lavoratori tra i due settori produttivi all'interno dei paesi - evidenzia maggiormente come il costo del lavoro influenzi la convenienza nella specializzazione:
| BENI | A       | E       | Totale |
| Y    | j = +30 | j = -25 | +5     |
| X    | k = -20 | k = +25 | +5     |

Anche in questo caso l'economia mondiale può quindi trarre benefici dalla specializzazione e dallo scambio internazionale.

### La teoria della dotazione dei fattori produttivi
Secondo tale teoria (definita anche come modello di Heckscher-Ohlin) le differenze tra due paesi presi in esame non riguardano la dotazione tecnologica ma la dotazione di fattori produttivi. In generale, semplificando, possiamo dire che i fattori produttivi sono due: lavoro e capitale, che il fattore produttivo lavoro è remunerato dal salario mentre il capitale viene remunerato dal tasso di interesse. Dal momento che la regola di base della teoria della domanda e dell'offerta ci dice che tanto più la quantità offerta sul mercato di un determinato bene è elevata, tanto minore il prezzo del medesimo bene, applicando la medesima anche ai mercati di lavoro e capitale avremo che tanto più un determinato paese è dotato di forza lavoro e tanto più il costo del lavoro sarà basso, tanto più un paese è dotato di capitale e tanto più il costo del capitale sarà basso.
Secondo tale teoria ne discende che se un paese è fornito di un'elevata quantità di forza lavoro, si specializzerà nella produzione di beni ad alta intensità di lavoro (un esempio in tal senso è dato dalla Cina: un'elevata quantità di forza lavoro sul mercato determina salari molto bassi e la produzione, in tale paese, di beni ad alta intensità di lavoro manuale come scarpe, abiti, etc...)
Paesi dotati di un'elevata quantità di capitali disponibili sul mercato tenderanno invece a specializzarsi in produzioni ad alta intensità di capitale.

## Il dibattito sull'"invasione" delmade in Chinaalla luce della teoria del commercio internazionale

### Introduzione
La grande crescita dell'economia e delle esportazioni della Cina e delle altre economie emergenti ha suscitato nel corso dell'ultimo decennio un dibattito vivissimo sia negli Stati Uniti che nei paesi dell'Unione Europea in merito alle sue potenziali ripercussioni sulle economie avanzate. 
Tale dibattito è stato particolarmente acceso in Italia, paese che più di altri sembra minacciato dalla concorrenza delle nuove grandi potenze economiche. È indubbio, infatti, che la progressiva liberalizzazione degli scambi con i paesi emergenti penalizzi maggiormente paesi come l'Italia le cui esportazioni dipendono molto dai prodotti dell'industria leggera. 
Gli svantaggi di quella che da molti è stata definita “l'invasione” dei prodotti made in China sono in parte compensati dalle esportazioni in direzione del grande mercato cinese. Tuttavia, fino ad oggi, l'Italia e gli altri paesi europei non sono apparsi in grado di sfruttarne le enormi potenzialità. Di conseguenza, non mancano nel dibattito attuale sostenitori di una svolta protezionista che consenta all'Europa, sulla scia della politica già adottata, a dire il vero con scarsi successi, dagli Stati Uniti, di fronteggiare la concorrenza cinese. 
In particolare, si sostiene che, essendo il costo del lavoro in Cina infinitamente più basso che nei paesi occidentali, a causa dell'insufficiente tutela dei diritti dei lavoratori, la concorrenza cinese sarebbe sleale. Inoltre, non è mancato chi si è appellato alla teoria dei vantaggi comparati per sostenere che l'enorme divario esistente tra il costo del lavoro in Cina e nei paesi occidentali renderebbe impossibile a questi ultimi essere più competitivi dei cinesi in qualsiasi settore, a meno che i lavoratori delle economie avanzate non accettassero di ridurre in maniera drastica, e incompatibile con i diritti di cui essi godono in tutte le democrazie avanzate, i propri salari.
Numerosi economisti hanno, tuttavia, criticato l'eventualità di una svolta protezionista ed hanno messo in rilievo la sostanziale confusione tra vantaggi assoluti e vantaggi comparati operata dai sostenitori del protezionismo nell'appellarsi alle teorie del commercio internazionale per avvalorare le proprie tesi. Al fine di comprendere meglio tale errore, cercheremo d'illustrare i principali aspetti della teoria del commercio internazionale.

### Applicazione della teoria classica del commercio internazionale
L'idea guida è che i paesi traggono beneficio dal commercio se, per ogni merce scambiata, i costi interni di produzione sono differenti, raggiungendo un accordo in base al quale ognuno produce e vende ciò che è in grado di produrre a costo più basso. La teoria economica classica, di conseguenza, individua la causa del commercio internazionale nella differenza tra le tecniche produttive adottate dai paesi. Una differenza tra i costi unitari di produzione, condizione necessaria perché si verifichi lo scambio internazionale, riflette, infatti, differenze nella tecnologia produttiva.
Secondo la teoria dei vantaggi comparati di Ricardo due paesi possono trarre vantaggio dal commercio, anche se uno dei due presenta costi inferiori nella produzione di entrambi i beni presi in considerazione da tale modello. In una tale situazione, il paese svantaggiato avrà, infatti, convenienza a specializzarsi nella produzione dove il suo svantaggio è relativamente minore e, analogamente, il paese avvantaggiato avrà convenienza a specializzarsi nella produzione dove il suo vantaggio è relativamente maggiore.
In estrema sintesi, il modello ricardiano individua due condizioni, una necessaria e l'altra sufficiente, affinché i paesi traggano vantaggio dallo scambio internazionale. La condizione necessaria è che le nazioni presentino differenze nei costi comparati. La condizione sufficiente è che la ragione di scambio internazionale sia compresa tra i costi comparati dei due paesi senza essere uguale a nessuno dei due.
Un esempio chiarisce l'errore di fondo delle tesi protezioniste sopra citate. Supponiamo che il costo di produrre una t-shirt in Cina sia un trentesimo del costo italiano e che il costo per produrre un frigorifero sia un decimo di quello italiano. Secondo il modello di Ricardo, l'industria cinese si specializzerà nella produzione di t-shirt ed importerà frigoriferi e ciò per la semplice ragione che i cinesi per produrre frigoriferi dovrebbero rinunciare a produrre t-shirt e dato il loro vantaggio comparato ciò non è per loro conveniente, in questo modo possono espandere le proprie possibilità di consumo.
Indubbiamente la Cina e le altre economie emergenti stanno erodendo il vantaggio delle economie avanzate in numerose produzioni. Tuttavia, essendo il vantaggio comparato per definizione relativo ci saranno sempre dei beni che sarà relativamente più conveniente produrre nelle economie di più antica industrializzazione. Le verifiche empiriche del modello del commercio ricardiano trovano un buon riscontro, ovvero i paesi tendono effettivamente a scambiare maggiormente i beni che presentano un vantaggio comparato.

### Applicazione della teoria della dotazione dei fattori produttivi
La teoria di Heckscher-Ohlin ha il merito di superare due limiti della teoria classica. Il modello ricardiano, infatti, prende in considerazione un solo fattore di produzione, il lavoro, e non spiega per quali motivi la produttività di tale fattore vari da paese a paese. La teoria della dotazione dei fattori non solo introduce altri fattori di produzione come il capitale, ma fornisce anche una spiegazione delle determinanti all'origine dei vantaggi comparati che vengono individuate nella diverse dotazioni di risorse dei paesi partecipanti al commercio internazionale. Nel paese in cui un determinato fattore è relativamente più abbondante rispetto agli altri paesi, esso sarà anche relativamente meno costoso e da ciò deriverà un minore costo nella produzione dei beni che lo utilizzano in maniera relativamente più intensa e dunque un vantaggio comparato. 
La conclusione a cui giunge il modello Heckscher-Ohlin è che ciascun paese avrà interesse a specializzarsi nella produzione dei beni che richiedono un uso relativamente maggiore del fattore produttivo di cui il paese ha una dotazione relativamente più abbondante. Quindi, il paese più ricco di capitale si specializzerà nella produzione dei beni che richiedono un rapporto capitale/lavoro maggiore, mentre il paese più ricco di lavoro si specializzerà nella produzione di quei beni che richiedono un più basso rapporto tra capitale e lavoro.
Tornando ai rapporti commerciali tra Italia e Cina, la situazione può essere riassunta come segue: la Cina è maggiormente dotata di lavoro non specializzato rispetto al capitale, e ciò comporta un prezzo del lavoro più basso rispetto a quello del capitale. Dunque ha convenienza a specializzarsi nei settori a maggiore intensità di lavoro non qualificato che richiedono una maggiore intensità di lavoro poco specializzato. Al contrario, l'Italia, essendo maggiormente dotata di capitale rispetto al lavoro poco qualificato, si dovrebbe specializzare nella produzione dei beni a maggiore intensità di capitale essendo questo il fattore relativamente meno costoso.
Questo processo, nel modello, porta a convergere i prezzi relativi dei beni nei due paesi e conseguentemente quelli dei fattori di produzione (in effetti nel modello di Heckscher-Ohlin il commercio dei beni diviene una sorta di commercio dei fattori incorporato nei beni stessi), il che ha effetti sulla distribuzione del reddito: i proprietari del fattore relativamente abbondante in un paese vengono avvantaggiati, al contrario i proprietari del fattore relativamente scarso vengono danneggiati;
In riferimento all'esempio dei rapporti commerciali tra Cina e Italia il modello implicherebbe un miglioramento delle condizioni dei lavoratori non specializzati cinesi che convergerebbero verso quelle dei lavoratori non specializzati italiani (e al contrario un peggioramento delle condizioni di questi ultimi che invece tenderebbero verso quelle dei colleghi cinesi), la situazione opposta si verificherebbe per i fattori abbondanti in Italia (come il capitale o la manodopera specializzata).
Il modello comunque prevede un saldo positivo e un'espansione delle possibilità di consumo globali per entrambi i paesi, rendendo teoricamente possibile sterilizzare con opportuni indennizzi gli effetti sulla distribuzione del reddito. Le verifiche empiriche del modello HO hanno avuto risultati contrastanti e generalmente nel commercio globale le conclusioni non sembrano verificate, a tal proposito si ricorda il cosiddetto Paradosso di Leontief.

### Conclusioni
Secondo l'opinione prevalente tra economisti ed esperti di commercio internazionale, l'Italia e le altre economie avanzate non possono competere con la Cina e le altre economie emergenti nei settori ad alta intensità di lavoro non specializzato. L'Italia, in particolare, dovrebbe operare al fine di modificare la propria specializzazione produttiva orientandola maggiormente verso quei settori caratterizzati dalla produzione di beni ad alto valore aggiunto ed elevata spesa in ricerca e sviluppo e delocalizzando le fasi della produzione a minore valore aggiunto o a maggiore assorbimento di risorse che in Italia sono scarse in paesi dove il costo della manodopera o delle altre risorse necessarie alla produzione è più basso. 
Il processo non è facile ed ha dei costi sociali, ma rappresenta ciò non di meno un'esigenza imprescindibile per la sopravvivenza del tessuto produttivo italiano.